# Ichneumon oblongus
Ichneumon oblongus är en stekelart som beskrevs av Franz Paula von Schrank 1802. Ichneumon oblongus ingår i släktet Ichneumon och familjen brokparasitsteklar. Arten är reproducerande i Sverige.

## Underarter
Arten delas in i följande underarter:
- I. o. nigricauda
- I. o. picticollis